# Parc de Bercy

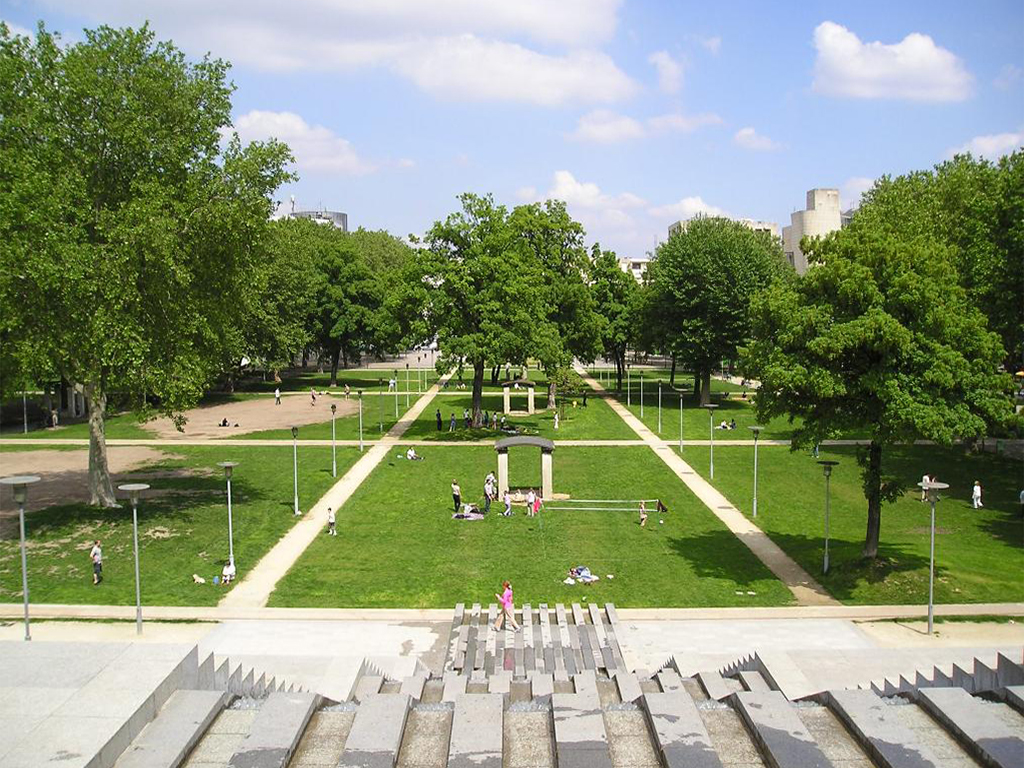

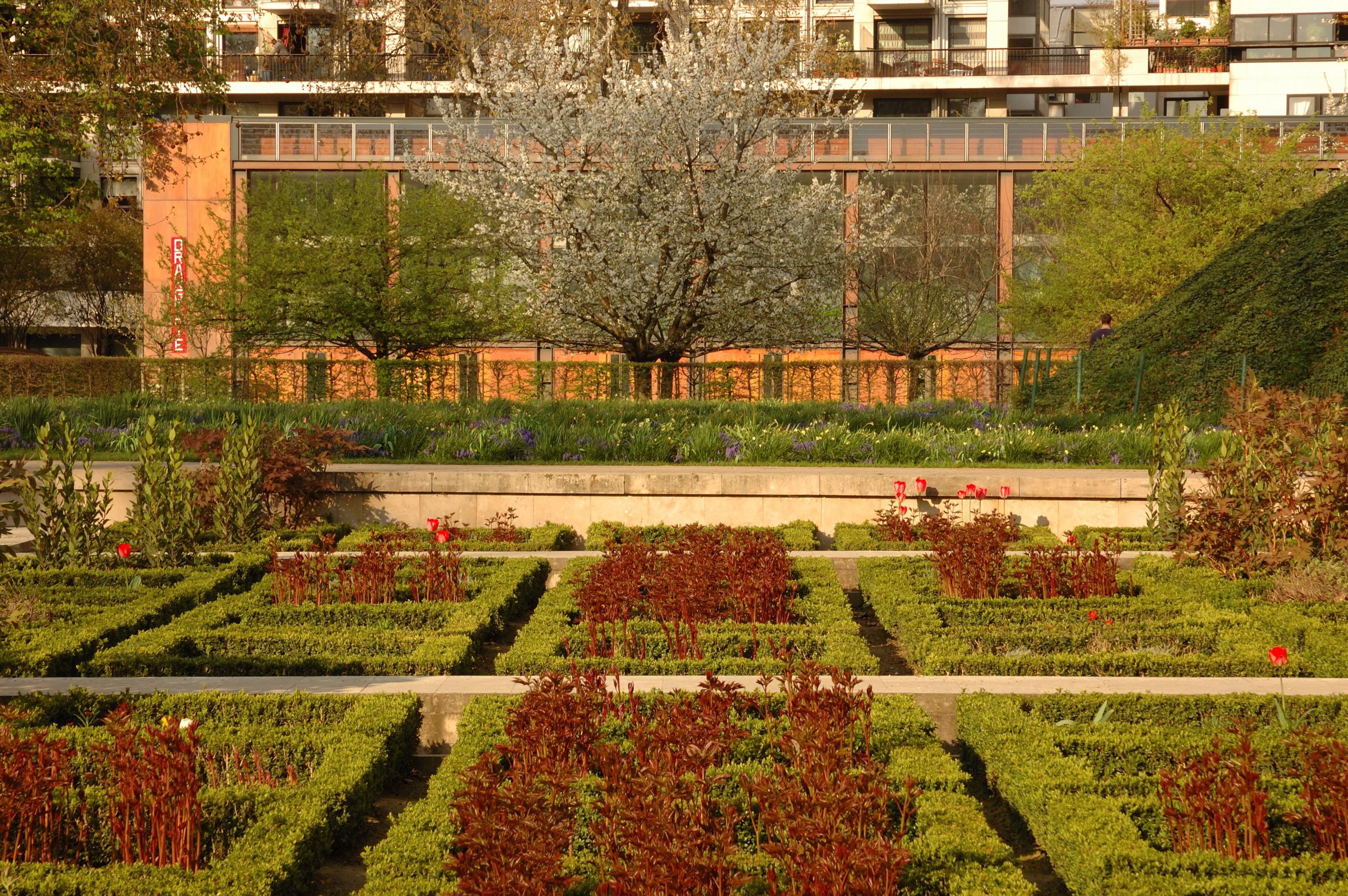

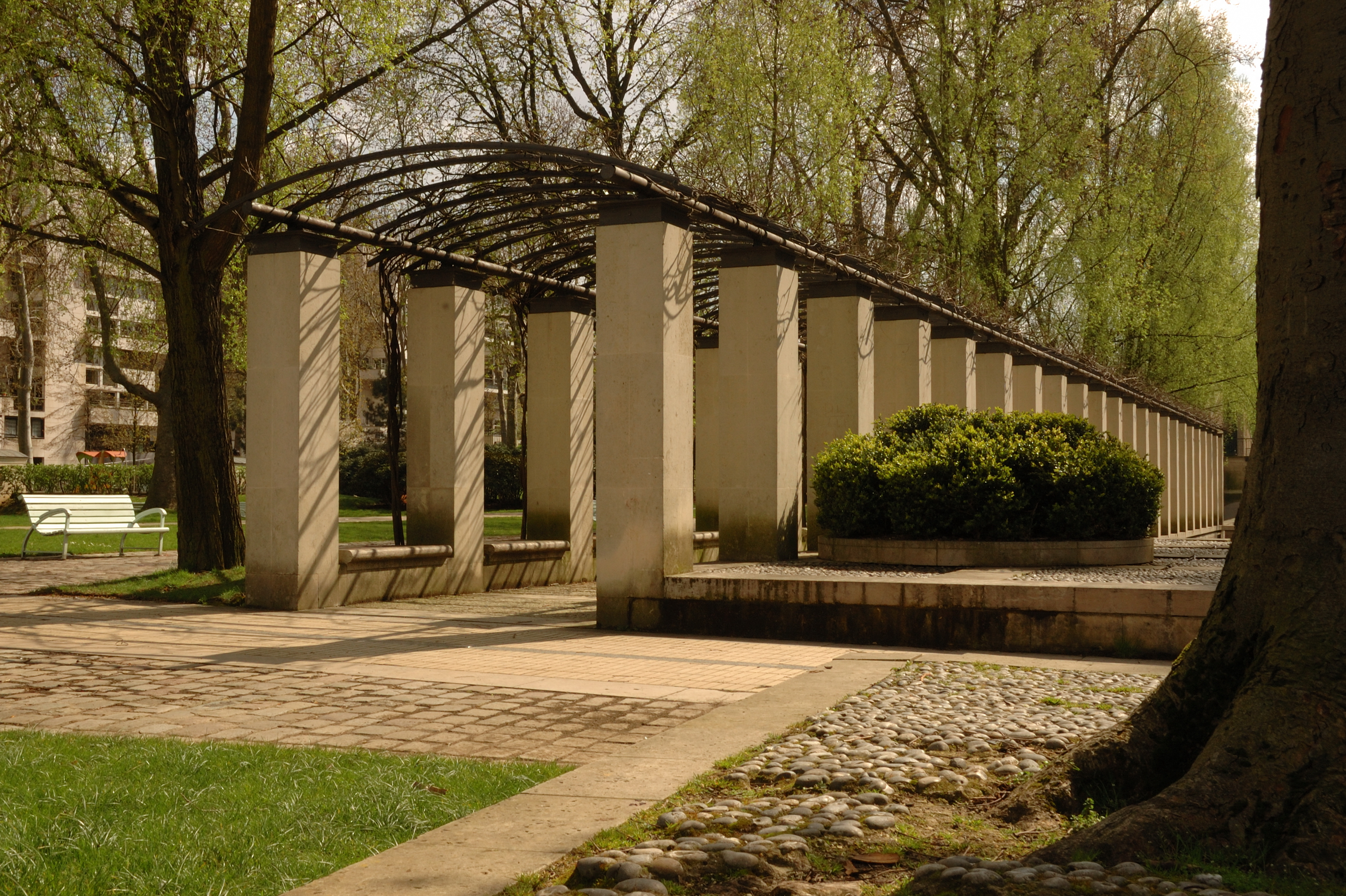

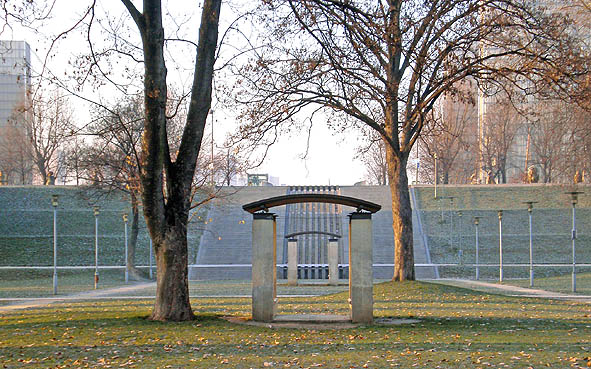

Het Parc de Bercy is een park in de Franse hoofdstad Parijs dat werd aangelegd in 2001. Het bevindt zich in het 12de arrondissement en bestaat uit drie met elkaar verbonden tuinen. In het verleden was het een locatie waar zich een belangrijk wijndepot bevond. Een aantal kenmerken van het depot zijn bewaard: het patroon van de straten, oude spoorrails en oude bomen, waaronder kastanjes. Met een totale oppervlakte van ongeveer 14 hectare behoort het tot de belangrijkste parken in de stad. De metrostations Bercy en Cour Saint-Émilion zijn de dichtstbijzijnde stations.
Het park bestaat uit drie tuinen, ontworpen door de kunstenaars Bernard Huet, Madeleine Ferrand, Jean-Pierre Feugas, Bernard Leroy en door de tuinarchitecten Ian Le Caisne en Philippe Raguin tussen 1993 en 1997. In het noordoosten van het park staat het Cinémathèque Française (voormalig American Center) ontworpen door Frank Gehry. Op de verhoogde terrassen zijn 21 sculpturen te zien voor 'Children of the World', een project uit 2001 om op te komen voor de rechten van kinderen. Het park is direct verbonden met de Bibliothèque nationale van Parijs door een brug over de Seine. Er is een moestuin die bijgehouden wordt door Parijse schoolkinderen. Verder is er een belvedère, een wijngaard, een vijver, een romantische tuin, een terras met uitzicht op de Seine en een rozentuin met 90 soorten rozen.

Parc de Bercy, Paris.

Bois de Boulogne ·
Bois de Vincennes ·
Coulée verte René-Dumont ·
Le Jardin d'acclimatation ·
Jardin Atlantique ·
Jardin du Bassin de l'Arsenal ·
Jardin du Champ-de-Mars ·
Jardin du Luxembourg ·
Jardin des Tuileries ·
Jardins des Champs-Élysées ·
Jardins des Halles ·
Jardins du Palais-Royal ·
Jardin des Plantes ·
Jardin des serres d'Auteuil ·
Parc André Citroën ·
Parc de Bagatelle ·
Parc de Belleville ·
Parc de Bercy ·
Parc de Boulogne ·
Parc des Buttes-Chaumont ·
Parc floral de Paris ·
Parc Georges Brassens ·
Parc Monceau ·
Parc Montsouris ·
Parc de la Villette ·
Cité universitaire
Zie ook: Lijst van bezienswaardigheden in Parijs